# Leptophatnus angolator
Leptophatnus angolator là một loài tò vò trong họ Ichneumonidae.